# Guldsmedsämbetet i Jönköping
Guldsmedsämbetet i Jönköping, före 1705 Guldsmedämbetet i Kalmar, grundat 1690.

## Historik
Guldsmedsämbetet i Kalmar grundades 1690 och hade Kalmar som huvudort. År 1705 flyttade huvudorten till Jönköping.
Till ämbetet hörde följande städer under olika perioder Alingsås, Askersund, Borås, Eksjö, Falkenberg, Falköping, Gränna, Halmstad, Hjo, Kalmar, Kristinehamn, Lidköping, Mariestad, Skara, Skänninge, Skövde, Strömstad, Ulricehamn, Vadstena, Varberg, Vimmerby, Vänersborg, Västervik och Växjö.

### Stämpel
Ämbetets hade på 1690-talet en stämpel i form av en heraldisk lilja. Omkring år 1715 bytte ämbetet varpen till stadsvapnet.

## Ålderman
- 1690–1705: Hans Olofsson Sturk
- 1705–1711: Börje Wall
- –1739: Anders Falck
- 1739–1753: Jöran Stammer
- 1753–1756: Petter Falck
- 1759–1777: Carl Petter Tellander
- 1777–1795: Lars Larsson Bjugg
- 1795–1798: Carl Fredric Tellander
- 1798–1806: Sven Magnus Pihlgren
- 1806–1810: Johannes Nordgren
- 1810–1814: Gustaf Åberg
- 1814–1826: Bengt Fredric Tellander
- 1826–1830: Jacob Gustaf Bursell
- 1830–1834: Magnus Fryberg
- 1835–1841: Eric Nordgren
- 1841–1854: Johan Wahlström

## Mästare

### Mästare i Kalmar
- 1690–1705: Hans Olofsson Sturk
- 1697–1706: Jochim Essman
- 1701–1758: Petter Britt
- 1708–1710: Hans Felthusen

### Mästare i Jönköping
- 1699–1712: Sven Broman
- 1708–1739: Anders Falck
- 1729–1753: Jöran Stammer
- 1739–1756: Petter Falck
- 1744–1778: Carl Petter Tellander
- 1754: Per Schotte
- 1755–1756: Peter J. Unnerus

### Mästare i Eksjö
- 1731–1737: Carl Magnus Ekman
- 1730-talet–1773: Arvid Arvidsson Castman

### Mästare i Gränna
- 1746–1760: Israel Lyberg
- 1755: Peter J. Unnerus
- 1761–1799: Jöns Spongberg
- 1800–1816: Petrus Helling
- 1826–1829: Petter Gustaf Strömberg
- 1829–1835: C. Christian Holmgren